# Копбирлик
Копбирлик (каз. Көпбірлік) — село в Каратальском районе Жетысуской области Казахстана. Административный центр Кызылбалыкского сельского округа. Находится вблизи места впадения реки Каратал, в озеро Балкаш, на расстоянии примерно 140 км к северо-западу от города Уштобе, административного центра района. Абсолютная высота — 344 метра над уровнем моря. Код КАТО — 195045100.

## Население
В 1999 году население села составляло 823 человека (433 мужчины и 390 женщин). По данным переписи 2009 года, в селе проживало 909 человек (466 мужчин и 443 женщины).